# Stadtboden
Als Stadtböden werden die vielfältige Böden städtisch industrieller Räume zusammengefasst. Viele, aber nicht alle typischen Stadtböden können dabei als Technosole (nach der Systematik der WRB) angesprochen werden.
Stadtböden waren der Boden des Jahres 2010.

## Beschreibung
Die abiotischen und biotischen Faktoren, die zu ihrer Entstehung beitrugen, wie z. B. Ausgangsgestein, Relief, Klima, Wasserführung, tierische und pflanzliche Bodenlebewesen, sind bei den Stadtböden sehr stark anthropogen beeinflusst worden. Dadurch unterscheiden sich die Stadtböden erheblich von denen des Umlandes.
Verschiedenste Nutzungen wie z. B.
- Versiegelungen im Rahmen von Gewerbe, Industrie, Wohnen und Verkehrswegen,
- Gärten und Grünanlagen

oder Nutzungsaufgaben wie bei Brachen und Ruderalflächen
beeinflussen die Stadtbodenentwicklung in typischer Weise.
Böden in Gärten und Parkanlagen zeigen dabei oft noch einen naturähnlichen Aufbau mit einem Humushorizont Ah an der Oberfläche. Dagegen sind Böden unter Straßen und Plätzen technogen stark verändert und durch eine meist dichte Deckschicht versiegelt. Aus dieser Vielfalt bildet sich in Stadtlandschaften damit ein Mosaik aus Böden mit teils natürlicher Entwicklung, solchen aus umgelagerten Bestandteilen und denjenigen aus Bau- oder Trümmerschutt, Müll, Schlacken und Schlämmen.

## Eigenschaften
Städtische Böden unterscheiden sich in vielen Eigenschaften von natürlichen Böden und den kulturell überprägten Böden des Umlandes. Die zahlreichen stadtspezifischen Veränderungen lassen es sinnvoll erscheinen, verallgemeinert von "Stadtböden" zu sprechen. Jedoch variieren die Böden in der Stadt aufgrund des kleinräumigen Wechsels der (ehemaligen) Nutzung häufig sehr stark. Trotz dieser gegenüber den natürlichen Verhältnissen erhöhten Diversität lassen sich häufig anzutreffende Charakteristika städtischer Böden feststellen :
- erhöhte Sand-, Kies- und Steingehalte (Baumaterial, Bauschutt)
- erhöhte Anteile an technogenen und anthropogenen Substraten (z. B. Hausmüll, Industrieabfälle wie Schlacken oder Aschen)
- erhöhte pH-Werte durch kalkhaltigen Bauschutt
- erhöhte Schadstoffgehalte durch atmosphärische Deposition und Eintrag von schadstoffhaltigen Feststoffen und Flüssigkeiten
- geringere Feuchtigkeit durch Entwässerung, erhöhten Grundwasserflurabstand durch Bodenauftrag und verringertes Wasserhaltevermögen durch gröbere Textur
- Verdichtungen und Versiegelung

## Funktionen
Die Funktionen der Stadtböden sind sehr vielfältig, aber meist nicht auf den ersten Blick erkennbar. Am stärksten werden von Stadtbewohnern Böden wohl in Parks, Gärten und auf Grünflächen wahrgenommen, da sie hier noch offen liegen. Doch hier sind Böden nicht nur Grundlage für Freizeitgestaltung und Erholung, sondern stellen auch eine Lebensgrundlage für viele Tiere und Pflanzen dar.
Die Stadtböden in den Städten und deren Randzonen weisen mit ihren teilweise extremen Eigenschaften oft artenreiche Lebensräume auf. Aus Mangel an natürlicheren Flächen stellen sie sogar Rückzugsräume für seltene Tier- und Pflanzenarten dar.
In der Stadt ist die wichtigste Funktion von Böden die Bereitstellung von Baugrund für Wohngebäude, öffentliche Gebäude, Kaufhäuser und vieles mehr. Dabei durchziehen unzählige Ver- und Entsorgungsleitungen die Böden in den Städten. Eine weitere wichtige Funktion ist dort zu verzeichnen, wo Böden nicht versiegelt sind, d. h. bebaut oder asphaltiert. Hier kann das Niederschlagswasser versickern und damit die Kanalnetze entlasten und Überschwemmungen verhindern. Mittels ihrer Filterwirkung helfen sie bei der Bildung von sauberem Grund- und Trinkwasser. Zudem sorgen die Stadtböden zusammen mit den Pflanzen für ein ausgeglichenes Stadtklima sowohl im Sommer als auch im Winter sowie für frische Luft, indem sie gesundheitsschädliche Feinstäube herausfiltern und dauerhaft binden („Grüne Lunge“).
Stadtböden stellen als Zeugen der Siedlungsgeschichte eine bedeutende Archivfunktion dar, da Generationen von ihren Bewohnern ihre Spuren vor allem im Boden hinterlassen haben. So können Stadtböden hunderte Jahre alten Bauschutt, Reste mittelalterlicher Stadtbrände oder auch Trümmerschutt von Kriegen aufweisen. Begrabene Siedlungsstrukturen, alter Siedlungsmüll sowie uralte Grabstätten geben Siedlungsforschern und Archäologen Rückschlüsse auf das Leben unserer Vorfahren. Auch Industrie und Gewerbe sowie Bergbau haben ihre Spuren in den Böden hinterlassen. Zu den Zeiten ungeregelter Abfallentsorgung wurden betroffene Böden so stark belastet, dass ihre Filter- und Ausgleichsfunktionen versagten. Hier werden kostenintensive Sanierungsarbeiten erforderlich, die langfristig eine Verbesserung für den Boden schaffen.

## Namensgebungen
Eine 2021 gegründete Berliner Stiftung zur gemeinwohlorientierten Verwaltung urbaner Siedlungsflächen heißt Stadtbodenstiftung.